# 청도중앙초등학교
청도중앙초등학교는 대한민국 경상북도 청도군에 있는 공립 초등학교이다.

## 학교 연혁
- 1913.04.25 일본인 심상소학교로 개교
- 1945.12.08 청도공립국민학교로 재개교
- 1946.04.01 청도중부공립국민학교로 교명 변경
- 1959년 5월 12일 청도중앙국민학교로 교명 변경
- 1995년 3월 1일 청도동부국민학교 폐교로 편입
- 1996년 3월 1일 청도중앙초등학교로 명칭 변경
- 2007년 3월 1일 용산초등학교 폐교로 편입(26명)
- 2014.02.18 제67회 졸업식(6,790명)
- 2014.03.01 제30대 조태승 교장 부임
- 2015.02.17 제68회 졸업식(6,805명)

## 참고 자료
- 청도중앙초등학교 - 한국교육학술정보원 학교알리미